# Litoria aurifera
Litoria aurifera é uma espécie de anfíbio anuro da família Pelodryadidae. Está presente na Austrália. A UICN classificou-a como vulnerável.